# Zbigniew Bujak

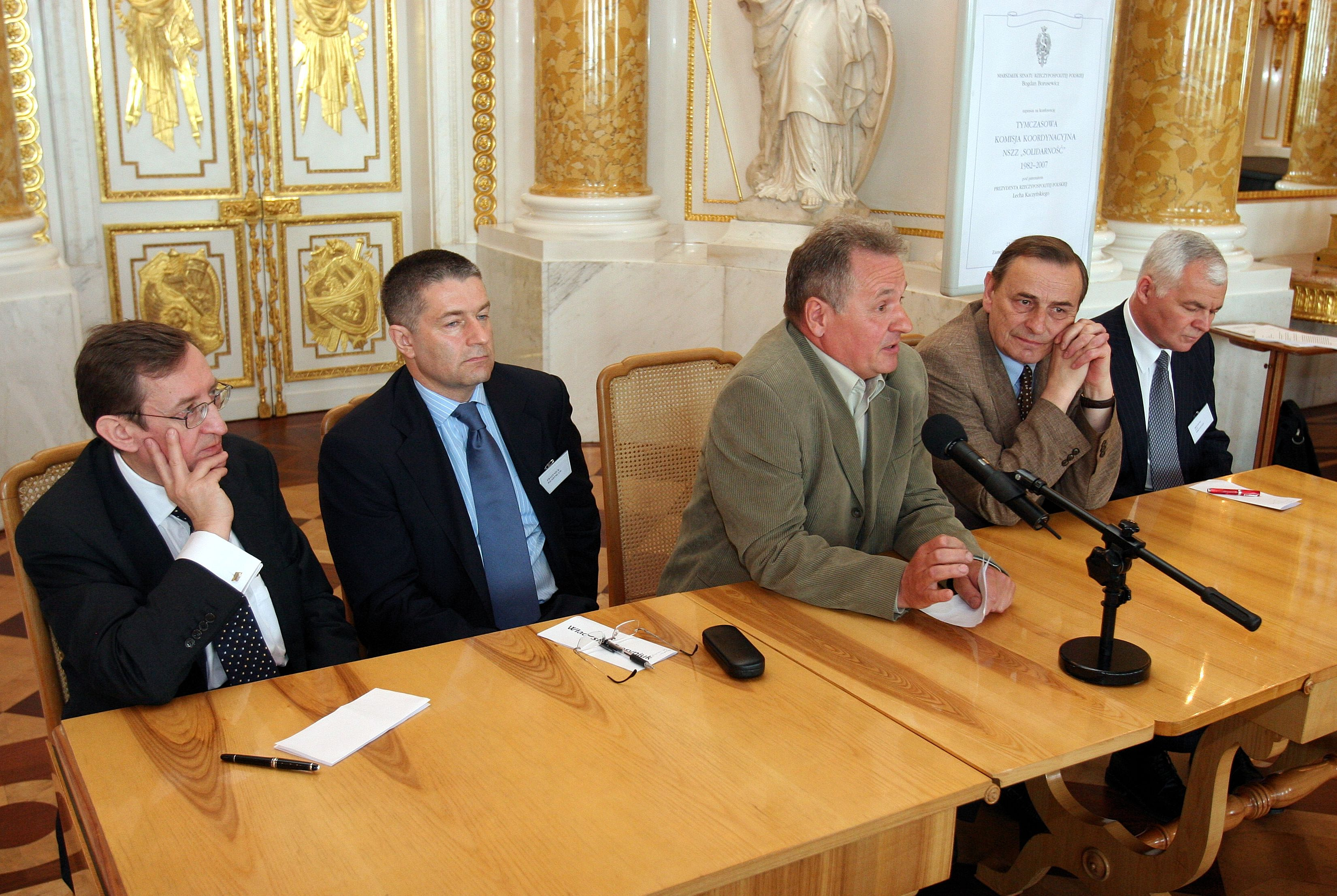
Zbigniew Bujak (trzeci od lewej) podczas konferencji poświęconej 25. rocznicy utworzenia Tymczasowej Komisji Koordynacyjnej NSZZ „Solidarność” (2007)

Zbigniew Bujak (ur. 29 listopada 1954 w Łopusznie) – polski polityk i politolog, działacz opozycji demokratycznej w czasach PRL, poseł na Sejm I i II kadencji.

## Życiorys
Syn Jana. W 1972 ukończył Technikum Elektroenergetyczne w Żyrardowie. W 1998 został absolwentem studiów politologicznych na Wydziale Dziennikarstwa i Nauk Politycznych Uniwersytetu Warszawskiego.
W latach 1972–1973 był pracownikiem zakładu Polfa w Grodzisku Mazowieckim. W latach 1973–1981 zatrudniony w Zakładach Mechanicznych Ursus. Od 1974 do 1976 odbywał zasadniczą służbę wojskową. Był wiceprzewodniczącym Socjalistycznego Związku Młodzieży Wojskowej. Od 1978 współpracownik Komitetu Samoobrony Społecznej „KOR”, kolporter wydawnictw niezależnych, m.in. „Robotnika”.
W 1980 zaangażował się w działalność w opozycji demokratycznej, był współzałożycielem Niezależnego Samorządnego Związku Zawodowego „Solidarność” w ZM Ursus w Warszawie. W latach 1980–1981 zasiadał w Krajowej Komisji Porozumiewawczej związku, następnie był członkiem prezydium Komisji Krajowej NSZZ „Solidarność”. Po wprowadzeniu stanu wojennego uniknął zatrzymania w sopockim Grand Hotelu, pozostawał następnie w ukryciu. Przewodniczył Regionalnej Komisji Wykonawczej Regionu Mazowsze NSZZ „S” (1982–1986), zasiadał w Tymczasowej Komisji Koordynacyjnej. Był jednym z najdłużej ukrywających się członków tej organizacji. Został aresztowany w maju 1986, zwolniono go we wrześniu tego samego roku na mocy amnestii. Należał następnie do nieuznawanych przez komunistyczne władze organów kierowniczych związku: od 1986 do 1987 jawnej Tymczasowej Rady NSZZ „Solidarność”, a następnie Krajowej Komisji Wykonawczej związku. Od grudnia 1988 do czerwca 1990 był członkiem Komitetu Obywatelskiego przy Lechu Wałęsie. W 1989 odgrywał w KO (obok Władysława Frasyniuka, Bronisława Geremka, Jacka Kuronia, Andrzeja Wielowieyskiego i Henryka Wujca) kluczową rolę w zespołach organizacyjnym i do spraw koordynacji listy kandydatów.
Na początku 1989 uczestniczył w obradach plenarnych Okrągłego Stołu jako członek zespołu do spraw reform politycznych oraz zespołu do spraw gospodarki i polityki społecznej; był wśród siedmiu liderów strony solidarnościowej. W kwietniu 1989 wraz z Andrzejem Wajdą i Aleksandrem Paszyńskim założył przedsiębiorstwo Agora, które przystąpiło w maju tego samego roku do wydawania „Gazety Wyborczej”. Nie wystartował w wyborach do Sejmu kontraktowego z czerwca 1989. Krytykował dokonany przez Lecha Wałęsę wybór Tadeusza Mazowieckiego na premiera w sierpniu 1989, opowiadając się za kandydaturą Bronisława Geremka. W marcu 1990 wystąpił przeciwko rozszerzeniu Komitetu Obywatelskiego o przedstawicieli ugrupowań politycznych przez przybyłego z Francji Zdzisława Najdera, któremu Lech Wałęsa powierzył kierowanie pracami KO. W czerwcu 1990 był już zdecydowanym przeciwnikiem przewodniczącego NSZZ „S”, poparł kandydaturę Tadeusza Mazowieckiego na prezydenta w wyborach z jesieni tegoż roku. Był współzałożycielem Ruchu Obywatelskiego Akcja Demokratyczna (ROAD) w lipcu 1990. Udzielił następnie „Polityce” wywiadu zatytułowanego Na zachód od Centrum, w którym zarzucił popierającemu Lecha Wałęsę Porozumieniu Centrum dążenie do rozpraw ulicznych z politycznymi przeciwnikami. Ubiegając przystąpienie ugrupowania ROAD do Unii Demokratycznej, założył w kwietniu 1991 z Wojciechem Borowikiem oraz Krzysztofem Siemieńskim Ruch Demokratyczno-Społeczny i stanął na jego czele. W 1991 wspólnie z Januszem Rolickim opublikował wywiad rzekę Przepraszam za Solidarność.
W wyborach parlamentarnych w 1991 jako jedyny kandydat RDS został wybrany na posła, uzyskując mandat z okręgu warszawskiego. W trakcie kadencji przystąpił do koła poselskiego Solidarności Pracy. W czerwcu 1992, po połączeniu RDS, Solidarności Pracy i Wielkopolskiej Unii Socjaldemokratycznej, został jednym z trzech współprzewodniczących nowo powstałej Unii Pracy (obok Ryszarda Bugaja i Wiesławy Ziółkowskiej). Na przełomie 1992/1993 wraz z Barbarą Labudą przewodził ruchowi społecznemu na rzecz referendum w sprawie projektu wprowadzenia karalności aborcji przygotowywanego przez Zjednoczenie Chrześcijańsko-Narodowe. Podczas głosowania nad ustawą przebywał w Stanach Zjednoczonych. W wyborach w 1993 po raz drugi uzyskał mandat poselski z listy UP. W wyborach parlamentarnych w 1997 bez powodzenia ubiegał się o reelekcję (Unia Pracy nie przekroczyła progu wyborczego).
Sprzeciwiając się planom nawiązania przez Unię Pracy współpracy z SLD, w marcu 1998 odszedł z partii na czele grupy byłych posłów i działaczy, która przystąpiła do Unii Wolności. W 1999 został mianowany prezesem Głównego Urzędu Ceł w rządzie Jerzego Buzka. Stanowisko to zajmował do grudnia 2001. W wyborach w 2002 był kandydatem Unii Samorządowej na urząd prezydenta m.st. Warszawy, uzyskując 2,7% głosów. Dwa lata później bez powodzenia kandydował z listy UW do Parlamentu Europejskiego. W 2005 przystąpił do powstałej z przekształcenia UW Partii Demokratycznej, w której działał do 2007. W 2019 wystartował w wyborach do Parlamentu Europejskiego jako lider listy Wiosny Roberta Biedronia w województwie lubelskim, zdobywając 11 640 głosów (1,57% głosów w okręgu) i nie uzyskując mandatu.
Członek Stowarzyszenia Wolnego Słowa. W 2002 sfinansował wydanie przez Sławomira Sierakowskiego pierwszego numeru „Krytyki Politycznej”. W 2014 współtworzył Komitet Obywatelski Solidarności z Ukrainą (KOSzU). Opublikował książkę pt. Konstytucja starsza niż myślisz. Czyli o tym, co z historycznego dorobku państwa polskiego znajdziemy w naszej konstytucji (Milanówek 2017, ISBN 978-83-949692-0-2).

## Odznaczenia i wyróżnienia
- Krzyż Wielki Orderu Odrodzenia Polski – 2011[27]
- Krzyż Kawalerski Orderu Odrodzenia Polski – 1990, nadany przez prezydenta RP na uchodźstwie[28]
- Tytuł honorowego obywatela Podkowy Leśnej – 2020[4]

## Wyniki wyborcze
| Wybory | Komitet wyborczy  | Komitet wyborczy             | Organ                                 | Okręg | Wynik          |
| ------ | ----------------- | ---------------------------- | ------------------------------------- | ----- | -------------- |
| 1991   |                   | Ruch Demokratyczno-Społeczny | Sejm I kadencji                       | nr 1  | 12 236 (1,70%) |
| 1993   |                   | Unia Pracy                   | Sejm II kadencji                      | nr 16 | 32 431 (6,25%) |
| 1997   | Sejm III kadencji | Unia Pracy                   | 11 975 (2,30%)                        | nr 16 |                |
| 2002   |                   | Unia Samorządowa             | Prezydent miasta stołecznego Warszawy |       | 14 506 (2,70%) |
| 2004   |                   | Unia Wolności                | Parlament Europejski VI kadencji      | nr 5  | 2989 (0,87%)   |
| 2019   |                   | Wiosna                       | Parlament Europejski IX kadencji      | nr 8  | 11 640 (1,57%) |